# Simborgarmärket
Simborgarmärket är ett simmärke och bevis på en av flera definitioner av simkunnighet i Sverige. Märket är tillgängligt för den som klarat att simma 200 meter på valfritt sätt. Simborgarmärket har under årens lopp getts ut i olika färger och är ett av flera kompletterande simbehörighetsmärken i Sverige.
Simborgarmärket tillkom 1934 på initiativ av Dagens Nyheters sportredaktör David Jonason och var det första stora propagandamärket för simning. Sedan föreningen Simfrämjandet (sedan 1973 en del av Svenska Livräddningssällskapet) bildades 1935 har denna handhavt hanteringen av Simborgarmärket och flera andra svenska simbehörighetsmärken.
Ursprungligen delades märket bara ut till personer som fyllt minst 16 år, och flickor-kvinnor behövde ursprungligen bara simma 150 meter.

## Årsmärken
Förutom det vanliga simborgarmärket ges det också ut i så kallade årsmärken. Dessa kan fås om personen i fråga har tagit simborgarmärket i så många år som siffran angiver. Ett exempel vore om någon tog märket 2010, 2011, 2014, 2015, och 2017. Denne skulle då vara kvalificerad för att ta 5-årsmärket.
Årsmärkena finns i graderna 5, 10, 25, 40 och 50 år.

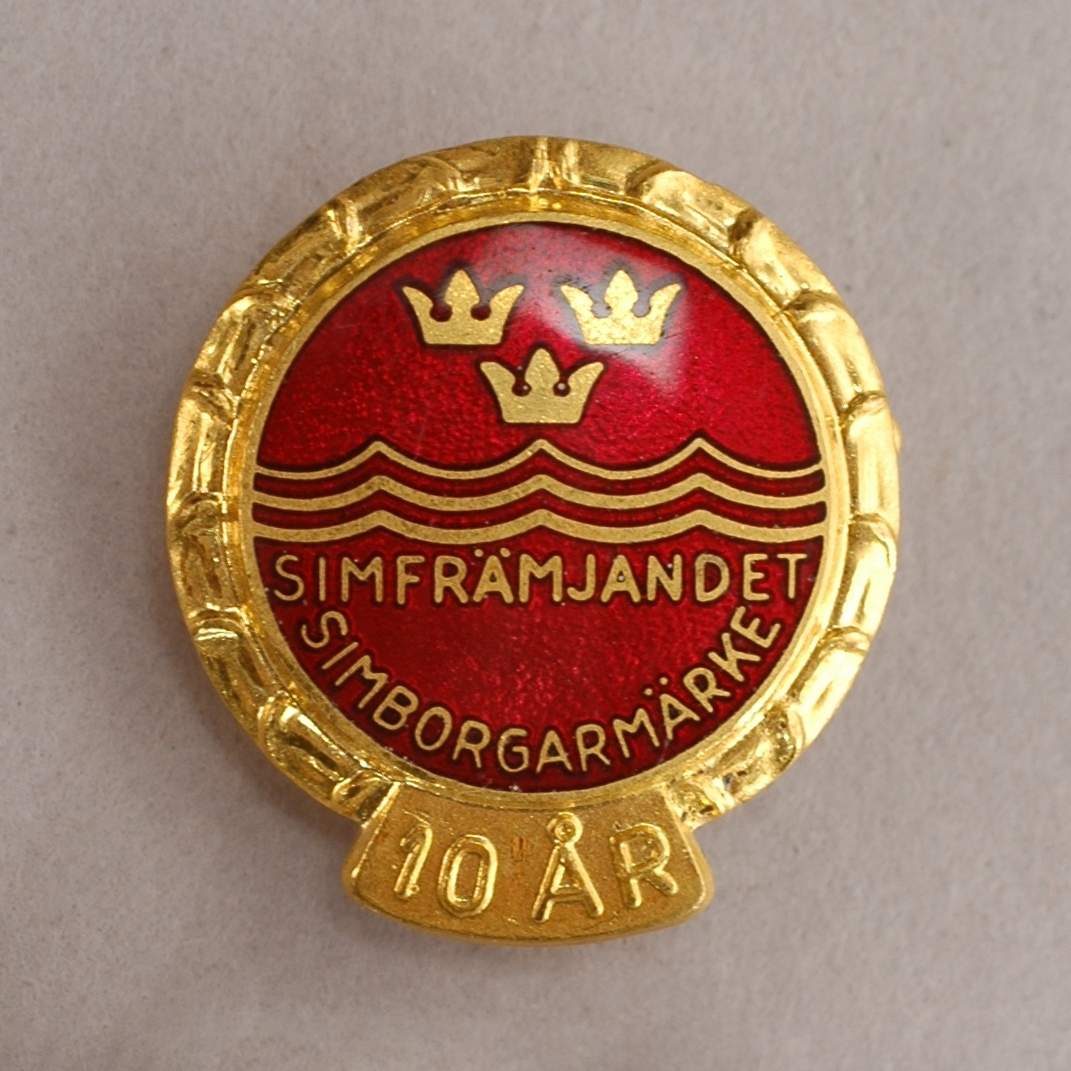
Årsmärke 10 år
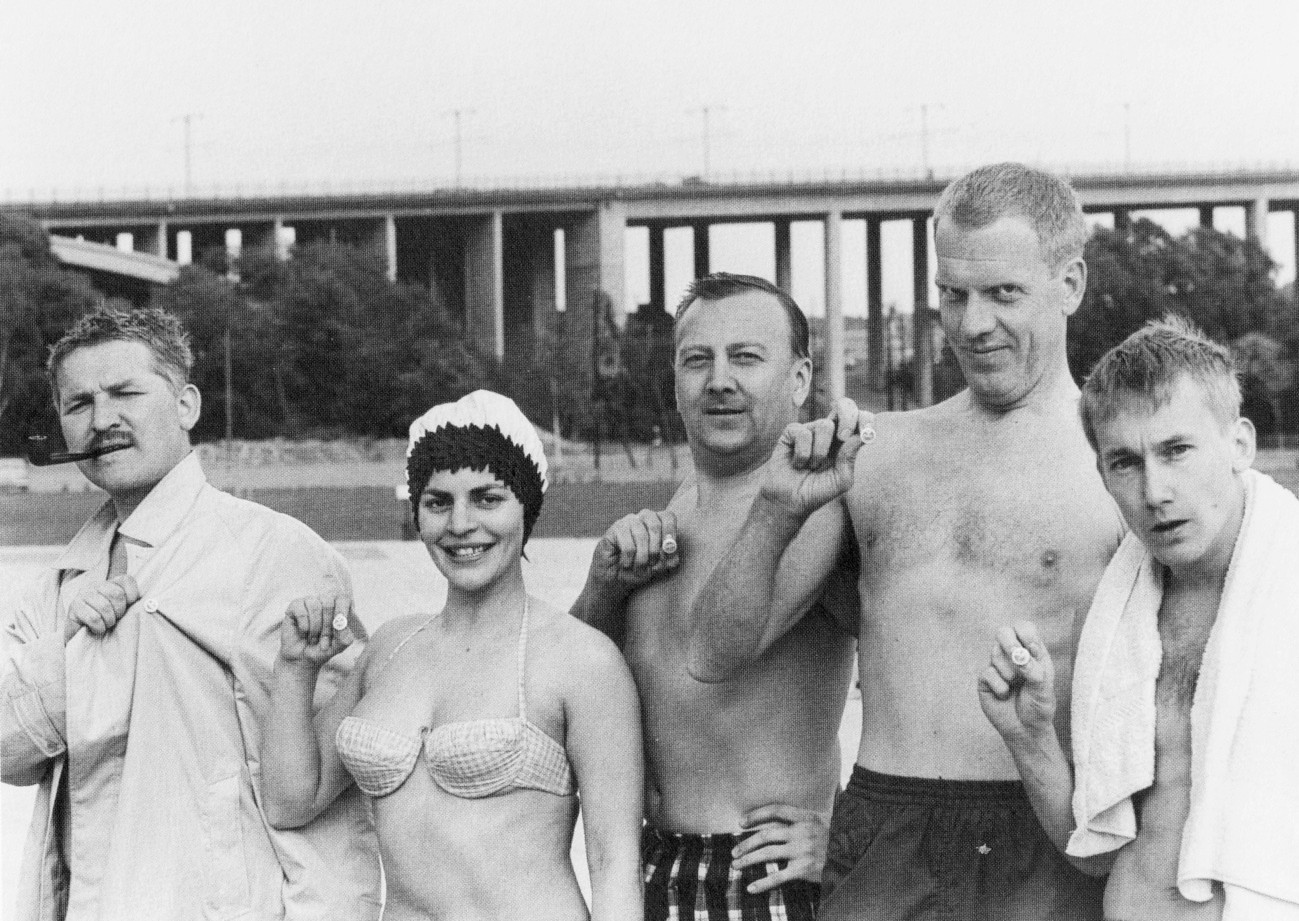
Från vänster: Hans Alfredson, Lissi Alandh, Mille Schmidt, Tage Danielsson och Gösta Ekman med simborgarmärket 1962.